# Punaise !
Pour les articles homonymes, voir Punaise.
Punaise ! est un épisode de la série télévisée d'animation Les Simpson. Il s'agit du seizième épisode de la vingt-neuvième saison et du 634e épisode de la série. Il est diffusé pour la première fois le 15 avril 2018 aux États-Unis.

## Synopsis
Moe reçoit un curieux appel au bar et met tout le monde à la porte. Marge et Homer le suivent et découvrent qu'il se bat avec un vieil homme, qui n'est autre que son père… Marge et Homer vont donc tenter d'aider Moe à renouer des liens avec son père et sa famille...

## Réception
Lors de sa première diffusion l'épisode a attiré 2,26 millions de téléspectateurs.